# Quatuor à cordes de Ladmirault
Pour les articles homonymes, voir Quatuor à cordes (homonymie).
Le Quatuor à cordes en la mineur de Paul Ladmirault est une partition de musique de chambre composée en deux temps : le mouvement lent dès 1904, dans un projet esquissé en commun avec Maurice Ravel, Jean Roger-Ducasse et Raoul Bardac pour rendre hommage à leur maître Gabriel Fauré, puis en 1933 pour les autres mouvements. L'écriture pour quatuor à cordes répond à un souhait du compositeur d'associer de manière équilibrée la musique folklorique bretonne et la musique savante enseignée au Conservatoire de Paris.

## Composition

### Musique savante: « Sur le nom de Fauré »
Paul Ladmirault entreprend la composition d'une pièce pour quatuor à cordes dès 1904, alors qu'il est encore étudiant au Conservatoire de Paris dans la classe de composition de Gabriel Fauré. C'est pour rendre hommage à leur maître que le jeune musicien et trois de ses condisciples — Maurice Ravel, Jean Roger-Ducasse et Raoul Bardac — envisagent de composer chacun un mouvement d'un Quatuor à cordes « sur le nom de Fauré ». 
Le projet n'aboutit pas, projet ambitieux puisque ces compositeurs entendaient « commencer par où les autres finissent — les autres : Franck, Chausson, Fauré, Smetana… », comme le relève Vladimir Jankélévitch — projet entouré d'un certain mystère, ou du moins d'incertitude puisqu'Adélaïde de Place en donne une autre version, où « Ladmirault, Ravel, Louis Aubert et Georges Enesco formèrent le projet de composer ensemble un quatuor à cordes dédié à leur maître commun, Gabriel Fauré, en adoptant comme thème les lettres de son nom, quatuor qui ne vit jamais le jour ».
Le Quatuor à cordes de Ravel, dédié à Gabriel Fauré, est créé le 5 mars 1904. Roger-Ducasse, « élève chéri de Fauré », a entrepris la composition d'un Quatuor à cordes en ré mineur mais aussi d'un Quatuor en sol mineur avec piano — et « il n'aime guère le travail précipité. Il lui faut trouver ses idées musicales, les mettre en œuvre, les étudier, les développer, puis les reprendre. Bref, il mettra neuf ans pour achever le premier Quatuor, et douze ans pour l'autre… » Ce Quatuor à cordes, également dédié à l'auteur de La Bonne Chanson et dont le Finale est composé « sur le nom de Fauré », est créé le 17 décembre 1909.
L'hommage musical rendu à Fauré ne se fait de manière collective qu'en octobre 1922, lorsque la Revue musicale commande un numéro spécial auquel participent Ravel (avec la Berceuse sur le nom de Gabriel Fauré,), Enesco, Louis Aubert, Florent Schmitt, Charles Koechlin, Ladmirault et Roger-Ducasse.

### Musique populaire: Bretagne et Irlande
Le projet d'un Quatuor à cordes reste donc pour Ladmirault « un rêve longtemps caressé ». L'épreuve de la première Guerre mondiale le marque profondément, et la correspondance qu'il adresse à son épouse témoigne de son orientation esthétique plus affirmée : « Heureusement que nous avons Schmitt, Ravel, Roussel, Huré, etc. L'Allemagne possède aussi un quatrille de musiciens modernes fort intéressants : R. Strauss, Schönberg, Humperdinck et Mahler. Je raffolais du premier, je ne comprenais rien au second, le troisième m'enchantait comme une jolie légende et le quatrième m'amusait beaucoup (comme type de la montagne accouchant d'une souris) ».
Préférant les « bruits de la nature » de Humperdinck à ceux de Mahler, Ladmirault préfère également l'inspiration de la musique de chambre de Schumann à celle de Beethoven : « J'aime Schumann jusque dans Wagner dont les Maîtres Chanteurs sont par endroits si fortement influencés ». Étudiant avec passion les sources de la musique traditionnelle bretonne, il estime que « plus on apprend, plus on éprouve le besoin d'améliorer son œuvre, de s'approcher de l'idéal poursuivi » : « J'arriverai bientôt, écrivait-il dès 1918, à saisir la couleur spéciale de la musique écossaise sans plus jamais faire appel au folklore ». Aboutissement de ses recherches dans ce domaine, « cette œuvre à laquelle il a longtemps pensé fait ainsi explicitement référence à ces deux influences que sont l'héritage de Fauré et la musique celte. À ce sujet, Ladmirault reconnaît la véritable analogie qui existe entre la musique populaire irlandaise et la musique populaire bretonne, en précisant que la première est plus civilisée que la seconde ».
Achevé, « le quatuor réalise un bel équilibre entre ces deux pôles, une sorte de symbiose rendue possible par sa grande maîtrise de l'écriture harmonique qui met très bien en valeur la modalité des thèmes populaires ».

## Présentation

### Mouvements
1. Allegro ( = 96) en la mineur de 236 mesures à deux temps (),
2. Andante ( = 72) en fa majeur de 173 mesures à deux temps () et 
,
3. Scherzo ( = 112) en la majeur de 155 mesures à 
, avec une importante section à quinze temps (notée 

),
4. Finale : Vivace ( = 108) en la mineur de 251 mesures à 
 et

La partition présente des modulations hardies, de mi majeur vers la bémol majeur, et de si majeur vers do majeur, tant la ligne mélodique est libre et plutôt modale que tonale.

## Postérité
En 1944, année de la mort de Paul Ladmirault, Gustave Samazeuilh signale les partitions de musique de chambre du compositeur breton, dont la Sonate pour violon qui « mériterait d'être mise plus souvent sur les programmes » et le Quatuor à cordes, « relativement récent, dont la valeur n'est pas moindre ». Avant 1914, Florent Schmitt avait déjà relevé combien, « de tous les musiciens marquants de sa génération, Paul Ladmirault est peut-être le plus doué, le plus original, mais aussi le plus modeste. Et, dans notre siècle d'arrivisme, la modestie a tort ».
En 1960, Paul Pittion évoque seulement le Quatuor à cordes « classique de forme et folklorique d'inspiration dans les premier, troisième et quatrième mouvements ». 
Peu connue, peu enregistrée, la partition est toujours inédite. Samazeuilh rendait pourtant hommage à ce « bagage qui suffit à lui assurer une place enviable parmi les vrais musiciens de ce temps, et une des meilleures parmi ceux qui ont su utiliser dans leurs œuvres les trésors inépuisables des mélodies populaires du pays natal ».

## Discographie
- Ladmirault : Quatuor, Trios, Fantaisie, par le Quatuor Liger : Patrick Fevai et Pascale Villette (violons), Catherine Fevai (alto) et Vasile Comsa (violoncelle) (2002, Skarbo SK 4001)

### Ouvrages généraux
- Hommage musical à Gabriel Fauré : Sept pièces de piano sur le nom de Fauré par Maurice Ravel, Georges Enesco, Louis Aubert, Florent Schmitt, Charles Koechlin, Paul Ladmirault et Jean Roger-Ducasse, Paris, La Revue musicale, octobre 1922
- Paul Pittion, La Musique et son histoire : tome II — de Beethoven à nos jours, Paris, Éditions Ouvrières, 1960

### Monographies
- Jacques Depaulis, Roger-Ducasse, Anglet, Séguier, coll. « Carré Musique », 2001, 154 p. (ISBN 2-84049-252-0)
- Vladimir Jankélévitch, Ravel, Paris, Seuil, coll. « Solfèges », 1956, rééd. 1995, 220 p. (ISBN 978-2-02-023490-0 et 2-02-023490-4)
- Jean-Michel Nectoux, Fauré, Paris, Seuil, coll. « Solfèges », 1995 (1re éd. 1972), 256 p. (ISBN 2-02-023488-2, OCLC 896791)

### Articles
- Gustave Samazeuilh, Musiciens de mon temps : Chroniques et souvenirs, Paris, Éditions Marcel Daubin, 1947, 430 p.
  - Charles Koechlin — Paul Ladmirault — Désiré-Émile Inghelbrecht, 1944, p. 239-245